# Diplodontias
Diplodontias is een geslacht van zeesterren uit de familie Odontasteridae.

## Soorten
- Diplodontias dilatatus (Perrier, 1875)
- Diplodontias miliaris (Gray, 1847)
- Diplodontias paxillosus (Gray, 1847)
- Diplodontias robustus (Fell, 1953)
- Diplodontias singularis (Müller & Troschel, 1843)